# James E. Cunningham
James E. Cunningham (* 28. August 1916 in Santa Barbara, Kalifornien; † 6. Juni 1992 in Riverside, Kalifornien) war ein US-amerikanischer Politiker (Republikanische Partei) und Richter.

## Leben
Während des Zweiten Weltkrieges diente er in der United States Army Air Forces. 1947 wurde er zum Bürgermeister von San Bernardino gewählt. 1951 wurde er im 36. Distrikt als Republikaner in den kalifornischen Senat gewählt, dem er für zwei Legislaturperioden angehören sollte. 1957 wurde er von Gouverneur Goodwin Knight zum Richter am San Bernardino County Superior Court ernannt. Diesen Posten bekleidete Cunningham bis 1977, als er in den Ruhestand ging. Des Weiteren war er Präsident der California Conference of Judges.
Cunningham war verheiratet und hatte fünf Kinder, zwei Söhne und drei Töchter. Er wurde auf dem Riverside National Cemetery beigesetzt.